# 209 a.C.
Il 209 a.C. (CCIX a.C. in numeri romani) è un anno  del III secolo a.C.

## Eventi
- Cina: scoppia la guerra civile fra i Qin e i contadini, guidati da Liu Bang.
- Seconda guerra punica
  - I Romani comandati da Scipione Africano Maggiore conquistano Carthago Nova, la più importante città cartaginese in Iberia.
  - Fabio Massimo cattura Taras (Taranto).
  - Annibale sconfigge Marco Claudio Marcello in un ulteriore scontro non decisivo, la Battaglia di Ascoli.
- Incoronazione di Modu Chanyu, condottiero Turco-mongolo (In turco “Mete Han”), come imperatore del Regno Xiongnu

## Morti
- Cartalone, militare cartaginese
- Quinto Mucio Scevola, politico romano
- Quinto Mucio Scevola, politico e generale romano